# وووونی
وووونی (به لاتین: Vouvouni) یک منطقهٔ مسکونی در اتحاد قمر است که در گرند کومور واقع شده‌است. وووونی ۱٬۹۰۶ نفر جمعیت دارد.